# Comissaria General d'Informació
La Comissaria General d'Informació és el servei d'inteligència del Cos de Mossos d'Esquadra que s'encarrega de la investigació i persecució dels casos de delinqüència criminal que tenen una finalitat ideològica, com ara, el terrorisme i grups violents o antisistema, i en general el que se'ls encomani. Aquesta definició engloba aquelles organitzacions criminals que promouen la violència i l'odi contra un col·lectiu de persones per motius ètnics, religiosos, polítics, etc. Aquestes bandes criminals pretenen imposar el seu programa ideològic per camins no democràtics. Aquesta és una de les dues úniques divisions que queden al marge de l'estructura operativa i l'estructura de planificació del cos, perquè depèn directament del màxim òrgan gestor de la policia catalana: la Direcció General de la Policia.
El 2020 el Departament d'Interior va anunciar que aquesta comissaria posaria "l'èmfasi" també "en la intel·ligència i la tecnologia". Té un paper important en la lluita contra el terrorisme i grupuscles violents extrems.

## Funcions
Segons l'article 202 del Decret 243/2007 les funcions que desenvolupa aquesta divisió són:
1. La investigació i persecució d'organitzacions criminals les activitats de les quals no persegueixin una finalitat econòmica i que comportin una amenaça per a l'exercici individual o col·lectiu de les llibertats, la seguretat de les persones, la pau o la cohesió social.
2. La recollida i el tractament de tota informació de caràcter operatiu referida a organitzacions criminals en els termes de l'apartat anterior.
3. Les altres que se li encomanin.

## Estructura

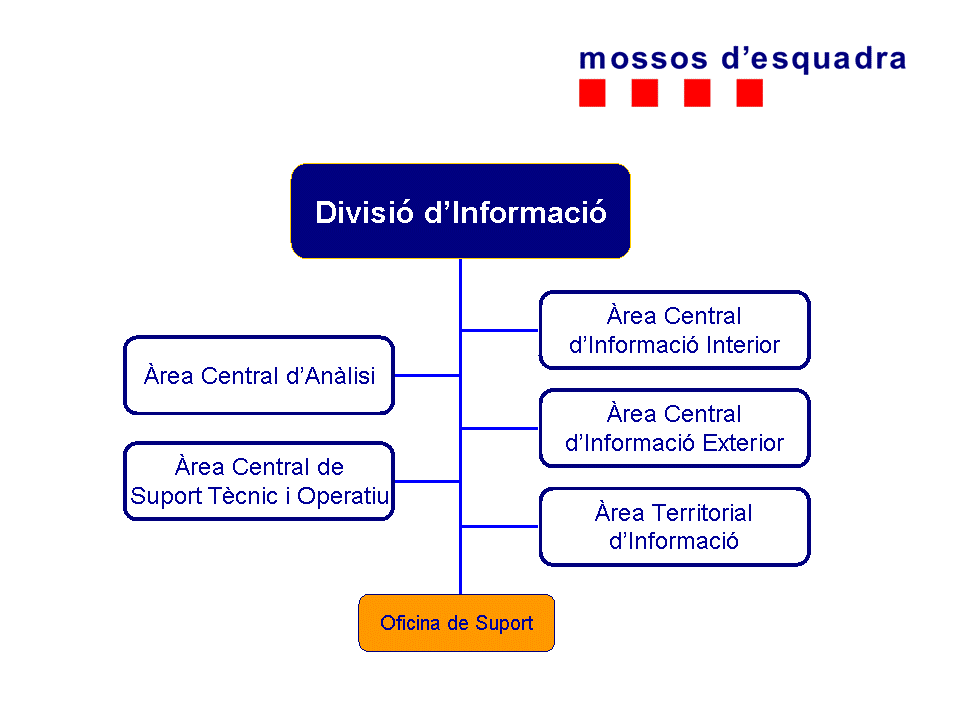
Organigrama de la divisió i les seves àrees

Té la seu física al Complex Central Egara. El comandament directe de la divisió està en mans d'un cap i d'un sotscap (subordinat a les ordres del primer). Sota les seves ordres hi ha les àrees següents:
- Àrea Central d'Informació Interior: investiga i persegueix l'activitat de les organitzacions criminals no econòmiques d'abast estatal que operen a Catalunya.
- Àrea Central d'Informació Exterior: investiga i persegueix l'activitat de les organitzacions criminals no econòmiques d'abast internacional que operen a Catalunya.
- Àrea Territorial d'Informació: investiga i persegueix l'activitat de les organitzacions criminals no econòmiques d'abast local que operen a Catalunya.
- Àrea Central d'Anàlisi: analitza l'activitat i les informacions de les organitzacions criminals no econòmiques.
- Àrea Central de Suport Tècnic i Operatiu: executa la vigilància, les escoltes i els seguiments de les organitzacions criminals no econòmiques.
- Oficina de Suport: assessora el cap de la divisió i gestiona operativament els seus recursos humans i materials.

### Àrea Central d'Informació Interior
L'Àrea Central d'Informació Interior és l'organisme especialitzat dels Mossos d'Esquadra que s'encarrega d'investigar i neutralitzar aquells grups autòctons que tenen finalitats no econòmiques i usen mètodes criminals per assolir els seus objectius. Segons l'article 203 del Decret 243/2007 la tasca que han de desenvolupar els agents de la ACII és la recollida i el tractament d'informació operativa, i la investigació i persecució d'organitzacions criminals de caràcter estatal i que operen a Catalunya, les activitats de les quals s'inclouen en les responsabilitats de la Divisió. El comandament directe de l'àrea està en mans d'un cap i d'un sotscap (subordinat a les ordres del primer), els quals acostumen a ser un inspector i un sotsinspector, respectivament.

### Àrea Central d'Informació Exterior
L'Àrea Central d'Informació Exterior és l'organisme especialitzat que s'encarrega d'investigar i neutralitzar aquells grups internacionals que tenen finalitats no econòmiques i usen mètodes criminals per assolir els seus objectius. Segons l'article 204 del Decret 243/2007 la tasca que han de desenvolupar els agents de la ACIE és la recollida i el tractament d'informació operativa, i la investigació i persecució d'organitzacions criminals de caràcter internacional i que operen a Catalunya, les activitats de les quals s'inclouen en les responsabilitats de la Divisió. El comandament directe de l'àrea està en mans d'un cap i d'un sotscap (subordinat a les ordres del primer), els quals acostumen a ser un inspector i un sotsinspector, respectivament.

### Àrea Territorial d'Informació
L'Àrea Territorial d'Informació és l'organisme especialitzat que s'encarrega d'investigar i neutralitzar aquells grups autòctons d'abast local que tenen finalitats no econòmiques i usen mètodes criminals per assolir els seus objectius. Per a la seva implantació territorial, la Divisió d'Informació es desconcentra en aquelles localitats que es determini. Aquests recursos desconcentrats s'agrupen orgànicament en una Àrea Territorial d'Informació. Segons l'article 205 del Decret 243/2007 la tasca que han de desenvolupar els agents d'una ATInf són: exercir les funcions pròpies de la Divisió d'Informació en els diferents àmbits territorials d'implantació, exercir les relacions amb les prefectures de les regions policials i, quan s'escaigui, de les Àrees Bàsiques Policials, amb la finalitat d'aportar informació rellevant per al correcte desenvolupament de les responsabilitats de la Subdirecció Operativa de la Policia, la interlocució i representació de la Divisió d'Informació en l'àmbit territorial regional i les altres que se li encomanin. El comandament directe de l'àrea està en mans d'un cap i d'un sotscap (subordinat a les ordres del primer), els quals acostumen a ser un inspector i un sotsinspector, respectivament.

### Àrea Central d'Anàlisi
L'Àrea Central d'Anàlisi és l'organisme especialitzat que s'encarrega d'analitzar tota la informació que acumula la policia catalana d'aquells grups que tenen finalitats no econòmiques i usen mètodes criminals per assolir els seus objectius. Segons l'article 206 del Decret 243/2007 la tasca que han de desenvolupar els agents de la ACA són: l'anàlisi d'aquella informació de caràcter operatiu referida a organitzacions criminals que operen a Catalunya, el manteniment operatiu de la documentació policial i les altres que se li encomanin. El comandament directe de l'àrea està en mans d'un cap i d'un sotscap (subordinat a les ordres del primer), els quals acostumen a ser un inspector i un sotsinspector, respectivament.

### Àrea Central de Suport Tècnic i Operatiu
L'Àrea Central de Suport Tècnic i Operatiu és l'organisme especialitzat que s'encarrega de realitzar les vigilàncies i els seguiments de les persones i organitzacions investigades per la Divisió d'Informació. Segons l'article 207 del Decret 243/2007 la tasca que han de desenvolupar els agents de la ACSTO, en l'àmbit en de la seva divisió, són: les vigilàncies i seguiments en tasques d'informació i investigació, l'operativització i manteniment dels equips tècnics necessaris per al suport de tasques d'informació i investigació, donar suport, quan s'escaigui, a altres unitats de la Policia de la Generalitat - Mossos d'Esquadra i les altres funcions que se li encomanin. El comandament directe de l'àrea està en mans d'un cap i d'un sotscap (subordinat a les ordres del primer), els quals acostumen a ser un inspector i un sotsinspector, respectivament.